# Kempei Usui
Kempei Usui (født 15. maj 1987) er en japansk fodboldspiller.
Han har spillet for flere forskellige klubber i sin karriere, herunder Shimizu S-Pulse og JEF United Chiba.